# Лемешонок, Евгений Семёнович
Евге́ний Семёнович Лемешо́нок (3 июня 1921 — 5 апреля 2011) — советский и российский театральный актёр, артист новосибирского театра Красный факел.

## Биография
Родился в 1921 году в Новосибирске в семье рабочего-железнодорожника.
В 1940 году призван на срочную службу в РККА. Служил в Хабаровске. Участник Великой Отечественной войны.
В 1947 г. его актёрский путь начался на сцене Новосибирского ТЮЗа, продолжился на сценах Иркутска, Ташкента, Чкаловска, новосибирского «Красного факела». Сыграл более 180 ролей. Наиболее заметные: Иван Крутов из пьесы Володарского «Долги наши», Роман Николаевич в «Старомодной комедии», Судаков в «Гнезде глухаря» Виктора Розова.
Народный артист РСФСР (1987).
Похоронен на Заельцовском кладбище Новосибирска (квартал 82).

## Фильмография
- 1966 — У нас есть дети... — дед Мороз, «Снегурочка»
- 1968 — Не потеряйте знамя (короткометражный) — отец Миши
- 1968 — Сердце — Павел Гущин
- 1973 — Ночной сеанс (короткометражный) — Михаил Михайлович, мастер
- 1975 — Пассажир (короткометражный) - Евгений Семёныч Царёв
- 1976 — Сегодня полёты, завтра полёты (короткометражный) — Семён Петрович, лётчик на пенсии
- 1977 — Однажды осенью (короткометражный) — член правления колхоза

## Награды и звания
- Медаль «За победу над Германией» (1945)
- Медаль «За победу над Японией» (1945)
- Юбилейная медаль «Двадцать лет Победы» (1966)
- Заслуженный артист РСФСР (1970)
- Народный артист РСФСР (1987)